# Jovem Guarda
Ne doit pas être confondu avec Jovem Guarda (programme de télévision).
Genres dérivés
Tropicalisme, brega, sertanejo romantique
La Jovem Guarda est un mouvement culturel brésilien ayant émergé au milieu des années 1960, mêlant musique et mode, se traduisant ainsi par un style ou un genre musical, une manière de se comporter et de s'habiller,. 
Consolidé sous ce nom le 22 août 1965, lors de la première émission de télévision Jovem Guarda, diffusée sur TV Record à São Paulo et présentée par l'auteur-compositeur-interprète Roberto Carlos, accompagné de son collègue auteur-compositeur-interprète Erasmo Carlos et de la chanteuse Wanderléa, il donne naissance à un tout nouveau langage musical et comportemental au Brésil. Leur joie et leur décontraction en font l'un des plus grands phénomènes nationaux du XXe siècle.

## Histoire
Le programme Jovem Guarda est créé par l'agence de publicité Magaldi, Maia e Prosperi pour la grille de programmation de TV Record. La demande est née de l'interdiction de retransmettre en direct les matchs de football le dimanche. Les créateurs de l'émission se sont inspirés d'une phrase du révolutionnaire russe Vladimir Lénine, qui déclare : « L'avenir appartient à la jeune garde, car la vieille garde est dépassée ». Ils associent l'expression à l'image des chanteurs Roberto Carlos, Erasmo Carlos et Wanderléa, alors en pleine émergence,.
Soutenu par les labels discographiques et les campagnes publicitaires, le mouvement a rapidement des répercussions en termes de bénéfices et de popularisation de ses idoles. Phénomène d'audience, le programme d'auditorium amène des centaines de jeunes au Teatro Record, attirés par le trio Roberto-Erasmo-Wanderléa, ainsi que par des artistes invités. Au plus fort de sa popularité, elle atteint 3 millions de téléspectateurs dans la seule ville de São Paulo - en dehors des villes qu'elle atteignait par cassette vidéo, comme Rio de Janeiro, Belo Horizonte, Porto Alegre et Recife.
Ses principales influences sont le rock 'n' roll de la fin des années 1950 et du début des années 1960 et la soul de Motown. La plupart de ses textes abordent des thèmes amoureux, adolescents et sucrés, dont certains sont des reprises de succès rock britanniques et américains de l'époque.
Plus qu'un phénomène télévisuel, la Jovem Guarda donne lieu à la sortie d'albums, de vêtements et d'accessoires divers. Tout le comportement des jeunes de l'époque est façonné par l'émission et ses présentateurs. Les tenues vestimentaires (pantalons évasés bicolores, ceintures et bottes colorées, minijupes avec bottes hautes) ainsi que l'argot et les expressions (broto, carango, legal, coroa, barra limpa, lelé da cuca, mancada, pão, papo firme, maninha, pinta, pra frente, et le classique é uma brasa, mora ?) devient une référence pour de nombreux adolescents de l'époque.